# Tillay-le-Péneux
Pour l’article ayant un titre homophone, voir Tillaye.
Tillay-le-Péneux (prononciation : ti.jɛ.lə.pe.nø) est une commune française située dans le département d'Eure-et-Loir en région Centre-Val de Loire. Elle fait partie d'une zone écologique protégée du réseau Natura 2000 dans la plaine de Beauce.

## Géographie

### Situation
Ce village est situé au sud-est de l'Eure-et-Loir.

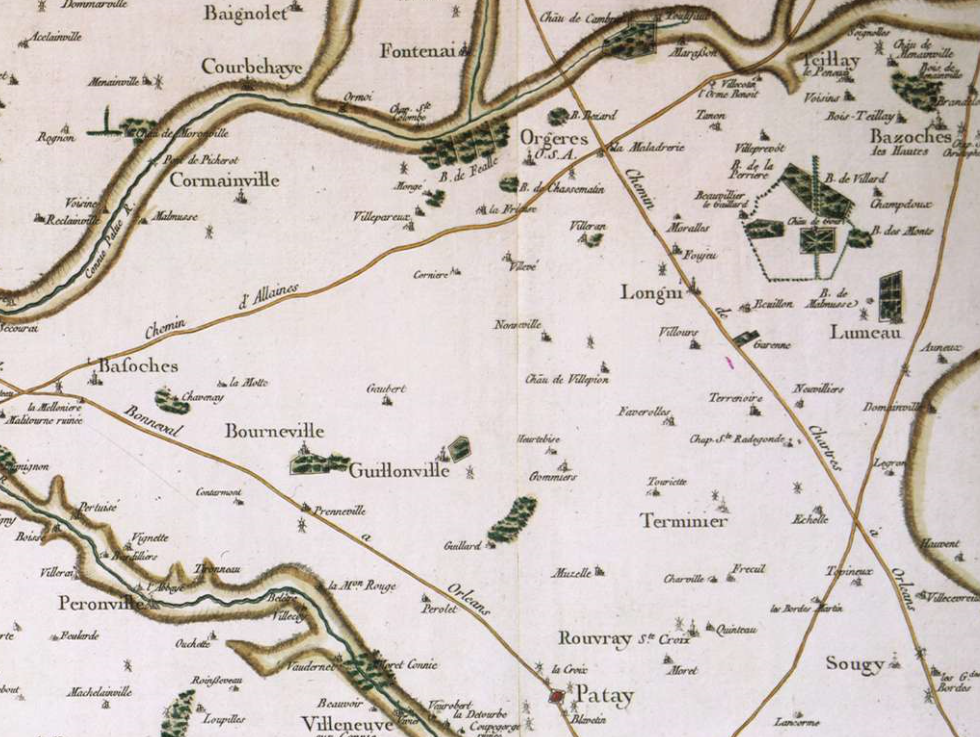
Extrait de la carte de Cassini, 1757.
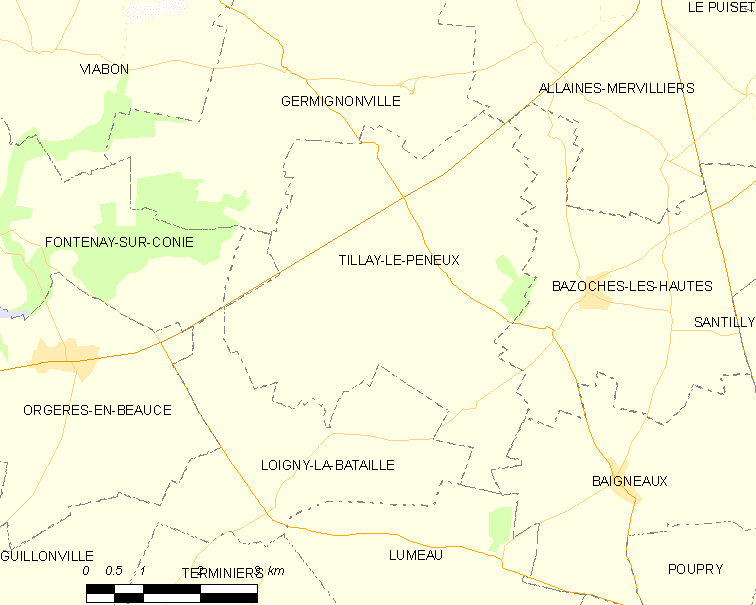
Carte de la commune de Tillay-le-Péneux, 2012.
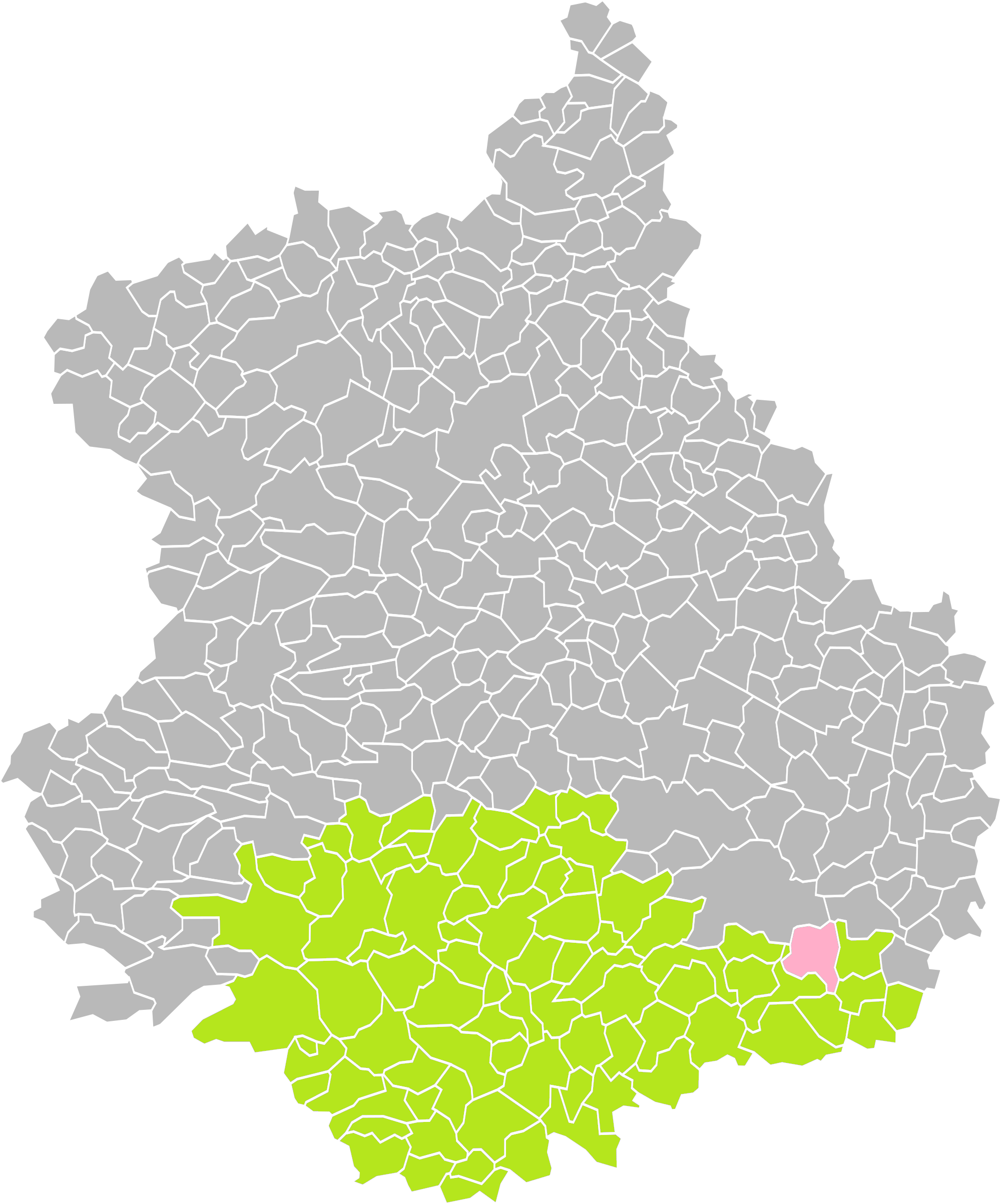
Tillay-le-Péneux dans l'arrondissement de Châteaudun, 2016.

### Voirie communale
- rue du Pin
- rue des Peupliers
- rue des Tilleuls
- place du 8 mai
- rue des Jonquilles
- rue du Moulin
- rue des Fossés
- rue de Voisin

### Routes départementales
- D927 (vers Orgères-en-Beauce et Allaines)
- D10 (vers Voves et Bazoches-les-Hautes)
- D109 (vers Lumeau)
- D118 (vers Loigny-la-Bataille et Mervilliers)

### Hameaux
- Bois-Tillay
- Champdoux
- Gauvilliers
- la Chaudière
- l'Epinette
- les Petites Maisons
- Ménainville
- Saint-Aignan
- Saint-Florentin
- Soignolles
- Tanon
- Villecotin
- Villeprévost

### Communes limitrophes
|                    | Germignonville   | Allaines-Mervilliers |
| Fontenay-sur-Conie | Tillay-le-Péneux | Bazoches-les-Hautes  |
| Loigny-la-Bataille | Lumeau           | Baigneaux            |

### Climat
Pour des articles plus généraux, voir Climat du Centre-Val de Loire et Climat d'Eure-et-Loir.
En 2010, le climat de la commune est de type climat océanique dégradé des plaines du Centre et du Nord, selon une étude du CNRS s'appuyant sur une série de données couvrant la période 1971-2000. En 2020, Météo-France publie une typologie des climats de la France métropolitaine dans laquelle la commune est exposée à un climat océanique altéré et est dans une zone de transition entre les régions climatiques « Sud-ouest du bassin Parisien » et « Moyenne vallée de la Loire ». 
Pour la période 1971-2000, la température annuelle moyenne est de 10,7 °C, avec une amplitude thermique annuelle de 14,9 °C. Le cumul annuel moyen de précipitations est de 631 mm, avec 10,4 jours de précipitations en janvier et 7,3 jours en juillet. Pour la période 1991-2020, la température moyenne annuelle observée sur la station météorologique de Météo-France la plus proche, « Viabon », sur la commune d'Eole-en-Beauce à 8 km à vol d'oiseau, est de 11,5 °C et le cumul annuel moyen de précipitations est de 601,1 mm,. Pour l'avenir, les paramètres climatiques de la commune estimés pour 2050 selon différents scénarios d'émission de gaz à effet de serre sont consultables sur un site dédié publié par Météo-France en novembre 2022.

## Urbanisme

### Typologie
Au 1er janvier 2024, Tillay-le-Péneux est catégorisée commune rurale à habitat dispersé, selon la nouvelle grille communale de densité à 7 niveaux définie par l'Insee en 2022.
Elle est située hors unité urbaine et hors attraction des villes,.

### Occupation des sols
L'occupation des sols de la commune, telle qu'elle ressort de la base de données européenne d’occupation biophysique des sols Corine Land Cover (CLC), est marquée par l'importance des territoires agricoles (98,3 % en 2018), une proportion identique à celle de 1990 (98,3 %). La répartition détaillée en 2018 est la suivante : 
terres arables (98,3 %), forêts (1,7 %). L'évolution de l’occupation des sols de la commune et de ses infrastructures peut être observée sur les différentes représentations cartographiques du territoire : la carte de Cassini (XVIIIe siècle), la carte d'état-major (1820-1866) et les cartes ou photos aériennes de l'IGN pour la période actuelle (1950 à aujourd'hui).

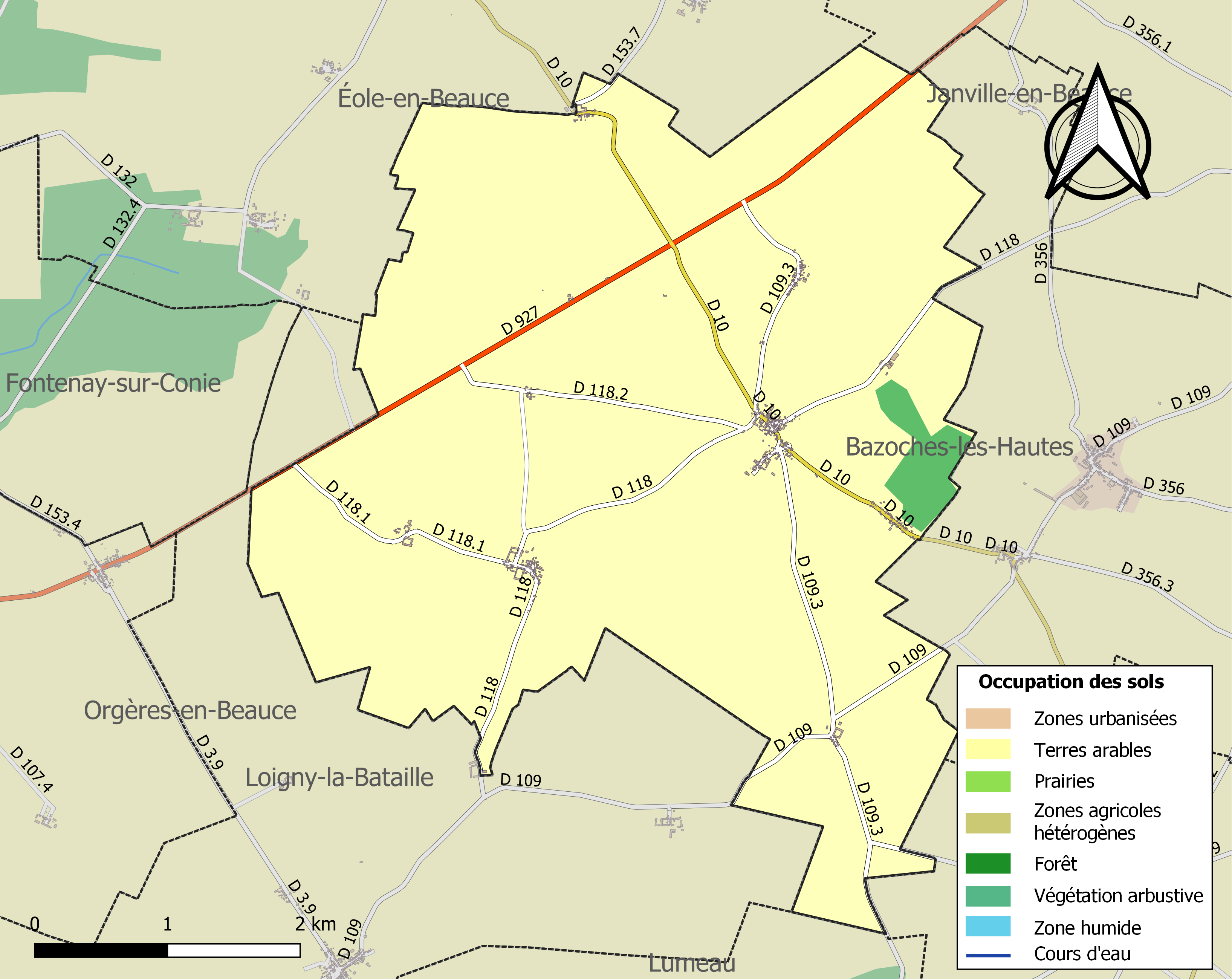
Carte des infrastructures et de l'occupation des sols de la commune en 2018 (CLC).

### Risques majeurs
Le territoire de la commune de Tillay-le-Péneux est vulnérable à différents aléas naturels : météorologiques (tempête, orage, neige, grand froid, canicule ou sécheresse), inondations, mouvements de terrains et séisme (sismicité très faible). Il est également exposé à un risque technologique, le transport de matières dangereuses. Un site publié par le BRGM permet d'évaluer simplement et rapidement les risques d'un bien localisé soit par son adresse soit par le numéro de sa parcelle.

#### Risques naturels
Certaines parties du territoire communal sont susceptibles d’être affectées par le risque d’inondation par débordement de cours d'eau et par ruissellement et coulée de boue, notamment La commune a été reconnue en état de catastrophe naturelle au titre des dommages causés par les inondations et coulées de boue survenues en 1999 et 2016,.

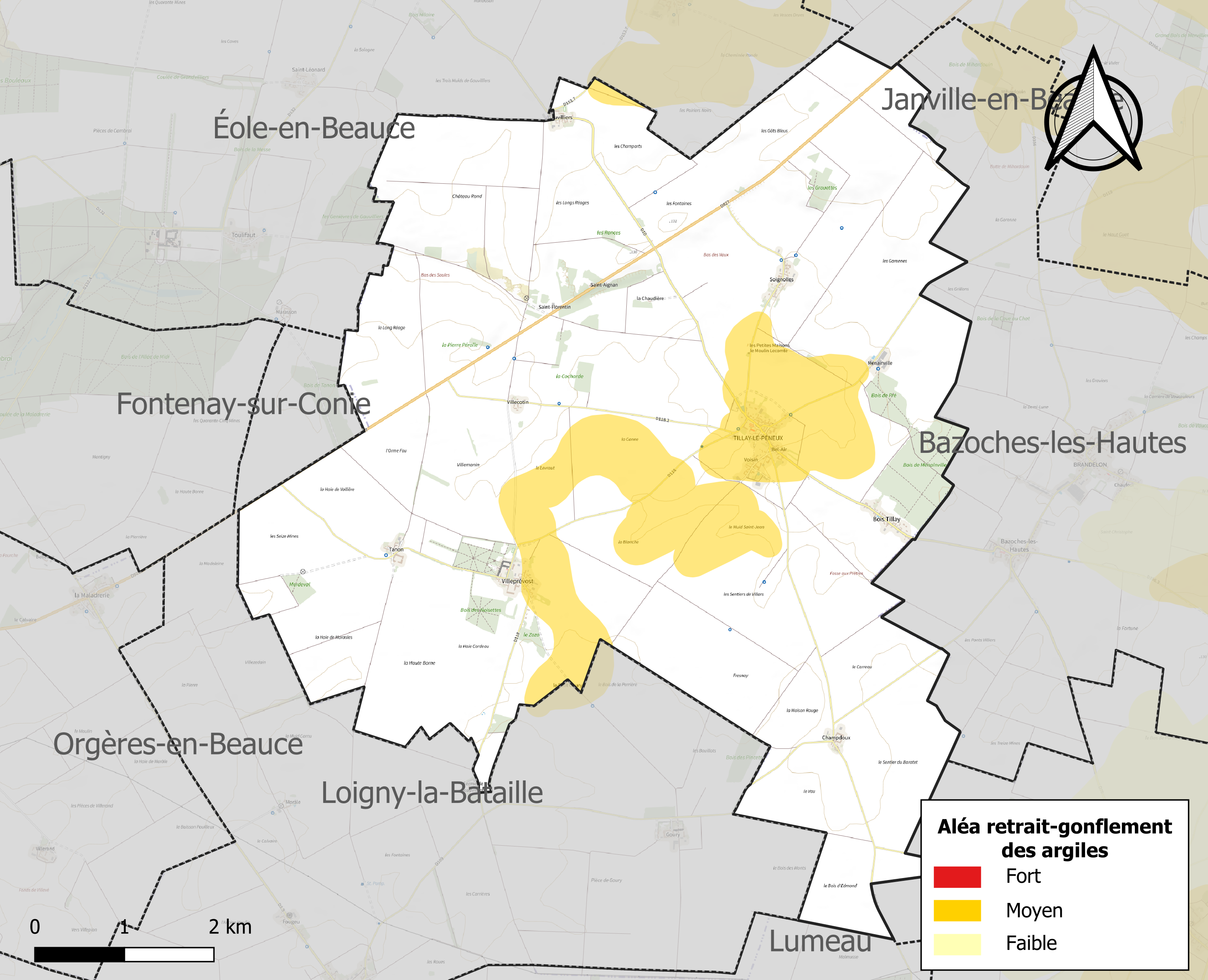
Carte des zones d'aléa retrait-gonflement des sols argileux de Tillay-le-Péneux.

Les mouvements de terrains susceptibles de se produire sur la commune sont des affaissements et effondrements liés aux cavités souterraines. L'inventaire national des cavités souterraines permet de localiser celles situées sur la commune.
Le retrait-gonflement des sols argileux est susceptible d'engendrer des dommages importants aux bâtiments en cas d’alternance de périodes de sécheresse et de pluie. 12,9 % de la superficie communale est en aléa moyen ou fort (52,8 % au niveau départemental et 48,5 % au niveau national). Sur les 188 bâtiments dénombrés sur la commune en 2019, 88 sont en aléa moyen ou fort, soit 47 %, à comparer aux 70 % au niveau départemental et 54 % au niveau national. Une cartographie de l'exposition du territoire national au retrait gonflement des sols argileux est disponible sur le site du BRGM,.
Concernant les mouvements de terrains, la commune a été reconnue en état de catastrophe naturelle au titre des dommages causés par des mouvements de terrain en 1999.

#### Risques technologiques
Le risque de transport de matières dangereuses sur la commune est lié à sa traversée par des infrastructures routières ou ferroviaires importantes ou la présence d'une canalisation de transport d'hydrocarbures. Un accident se produisant sur de telles infrastructures est en effet susceptible d’avoir des effets graves au bâti ou aux personnes jusqu’à 350 m, selon la nature du matériau transporté. Des dispositions d’urbanisme peuvent être préconisées en conséquence.

## Toponymie
Le village est construit sur ou à côté d'une ancienne tillaie, comme le montre la toponymie ancienne du lieu : Tigletus paganorum, (« le lieu / village / champ des tilleuls »), attesté en 914. Péneux fait référence aux Pagani, c'est-à-dire aux envahisseurs normands du IXe siècle.
- Tigletus paganorum
- Tilietum pagani
- Tilleyo pagani
- Thillay paineux

## Histoire
Le territoire est occupé au Néolithique, dans le voisinage de la vallée de la Conie où se dressent des mégalithes, dont le Dolmen de la Pierre Godon.
« En 886, les Normands établis sur la Seine abandonnèrent Paris et s'acheminèrent vers la Loire, en dévastant le pays situé entre les deux fleuves. ». Le village de Tillay-le-Péneux, est un lieu rappelant des Normands : « Tigletus Paganorum », nom du domaine rural propriété du chapitre de Saint-Aignan d'Orléans, confirmé par le roi de Francie Charles-le-Simple en 914.
En effet, « dans l'été de 911, Rollon et ses compagnons ravagèrent le Dunois et le pays chartrain, et c'est fort probablement à l'une de ces deux dates, 886 ou 911, qu'une poignée de ces « hommes du Nord » ou « païens » s'installa en Beauce, sur les confins du Dunois et de l'Orléanais, dans cette villa de Tigletus, qui devint, dès lors Tigletus Paganorum » (« Tilleyo Pagani » dans les comptes de l'archidiaconé de Beauce en 1369-1370).
« Les païens (Pagani) ici nommés ne sont autres que les pirates danois ou normands (...) Le souvenir de ce repaire de pirates s'est perpétué dans le très curieux vocable de Tillay-le-Péneux (...) Tigletus est la forme carolingienne de Tilietum, qui signifie endroit planté de tilleuls (...). Quant au génitif pluriel Paganorum, il subsiste sous la forme Péneux, qui est l'aboutissement phonétique très régulier de paganorum, par les intermédiaires paienor, paenor, paienuer, paeneur, peienues, paeneus, paineux, péneux. »
À l'issue du siège de Chartres (911) par Rollon, le traité de Saint-Clair-sur-Epte concède l’établissement des vikings en Basse-Seine (Normandie) en contrepartie de l'arrêt de leur pillages.

### Bataille de Loigny
La guerre franco-prussienne fait rage et la bataille de Loigny (Loigny-la-Bataille), le 2 décembre 1870, est le théâtre d'une bataille meurtrière entre les Prussiens et l'Armée de la Loire, soutenue par les Zouaves pontificaux, et qui a lieu sur le site de Tanon, un hameau de Tillay-le-Péneux, à proximité du château de Villeprévost qui est transformé par les Bavarois en hôpital de campagne.

## Politique et administration

### Liste des maires
| Période                                  | Période      | Identité       | Étiquette | Qualité     |
| ---------------------------------------- | ------------ | -------------- | --------- | ----------- |
| mars 2001                                | juillet 2020 | Benoît Côme    | SE        | Agriculteur |
| juillet 2020                             | En cours     | Benoît Pommier |           |             |
| Les données manquantes sont à compléter. |              |                |           |             |

## Population et société

### Démographie
L'évolution du nombre d'habitants est connue à travers les recensements de la population effectués dans la commune depuis 1793. Pour les communes de moins de 10 000 habitants, une enquête de recensement portant sur toute la population est réalisée tous les cinq ans, les populations de référence des années intermédiaires étant quant à elles estimées par interpolation ou extrapolation. Pour la commune, le premier recensement exhaustif entrant dans le cadre du nouveau dispositif a été réalisé en 2007.

En 2022, la commune comptait 313 habitants, en évolution de −3,99 % par rapport à 2016 (Eure-et-Loir : −0,23 %, France hors Mayotte : +2,11 %).
| 1793 | 1800 | 1806 | 1821 | 1831 | 1836 | 1841 | 1846 | 1851 |
| ---- | ---- | ---- | ---- | ---- | ---- | ---- | ---- | ---- |
| 555  | 641  | 616  | 594  | 690  | 664  | 776  | 690  | 750  |

| 1856 | 1861 | 1866 | 1872 | 1876 | 1881 | 1886 | 1891 | 1896 |
| ---- | ---- | ---- | ---- | ---- | ---- | ---- | ---- | ---- |
| 789  | 796  | 770  | 742  | 704  | 698  | 696  | 711  | 683  |

| 1901 | 1906 | 1911 | 1921 | 1926 | 1931 | 1936 | 1946 | 1954 |
| ---- | ---- | ---- | ---- | ---- | ---- | ---- | ---- | ---- |
| 675  | 653  | 636  | 585  | 551  | 568  | 512  | 486  | 491  |

| 1962 | 1968 | 1975 | 1982 | 1990 | 1999 | 2006 | 2007 | 2012 |
| ---- | ---- | ---- | ---- | ---- | ---- | ---- | ---- | ---- |
| 465  | 447  | 314  | 241  | 220  | 293  | 342  | 349  | 337  |

| 2017 | 2022 | - | - | - | - | - | - | - |
| ---- | ---- | - | - | - | - | - | - | - |
| 324  | 313  | - | - | - | - | - | - | - |

## Culture locale et patrimoine

### Lieux et monuments

#### Château, jardin et parc de Villeprévost

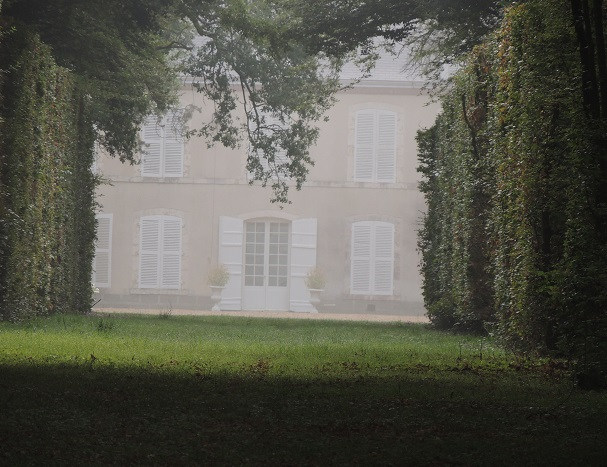
Château XVIe siècle, XVIIe siècle et XVIIIe siècle.

Familles de Ramezay, Le Juge, puis Fougeron,.
- Château de Villeprévost, XVIe siècle, XVIIe et XVIIIe siècles,  Inscrit MH (1986, 1988)[30] ;
- Parc conçu en 1756, restauré en 1910 : il fut dessiné par Jamain, un élève de Le Nôtre,  Inscrit MH (1988)[31] ;
- Chapelle Notre-Dame-et-Saint-Étienne.

#### Dolmen de La Pierre Godon
Classé MH (1979)

#### Tumulus de Menainville
Inscrit MH (1980).

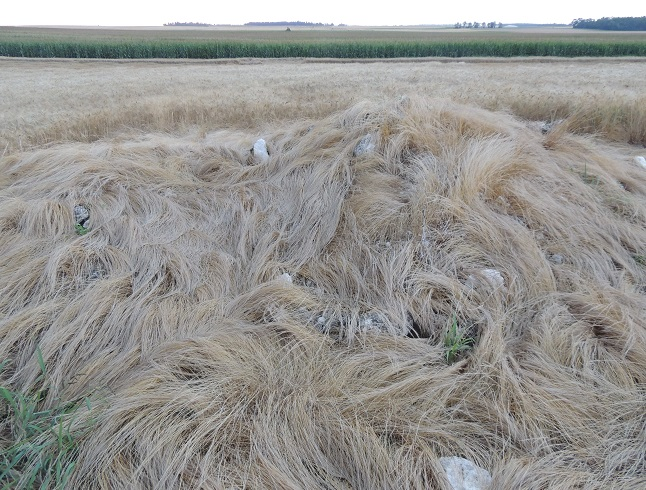
Tumulus de Menainville.

Le tumulus mégalithique de Menainville  est situé au lieu-dit les Quarante mines des Closeaux.

#### Autres lieux et monuments
- Église Saint-Aignan ;
- Monument aux morts ;
- Pompe à eau.

Autres lieux et monuments
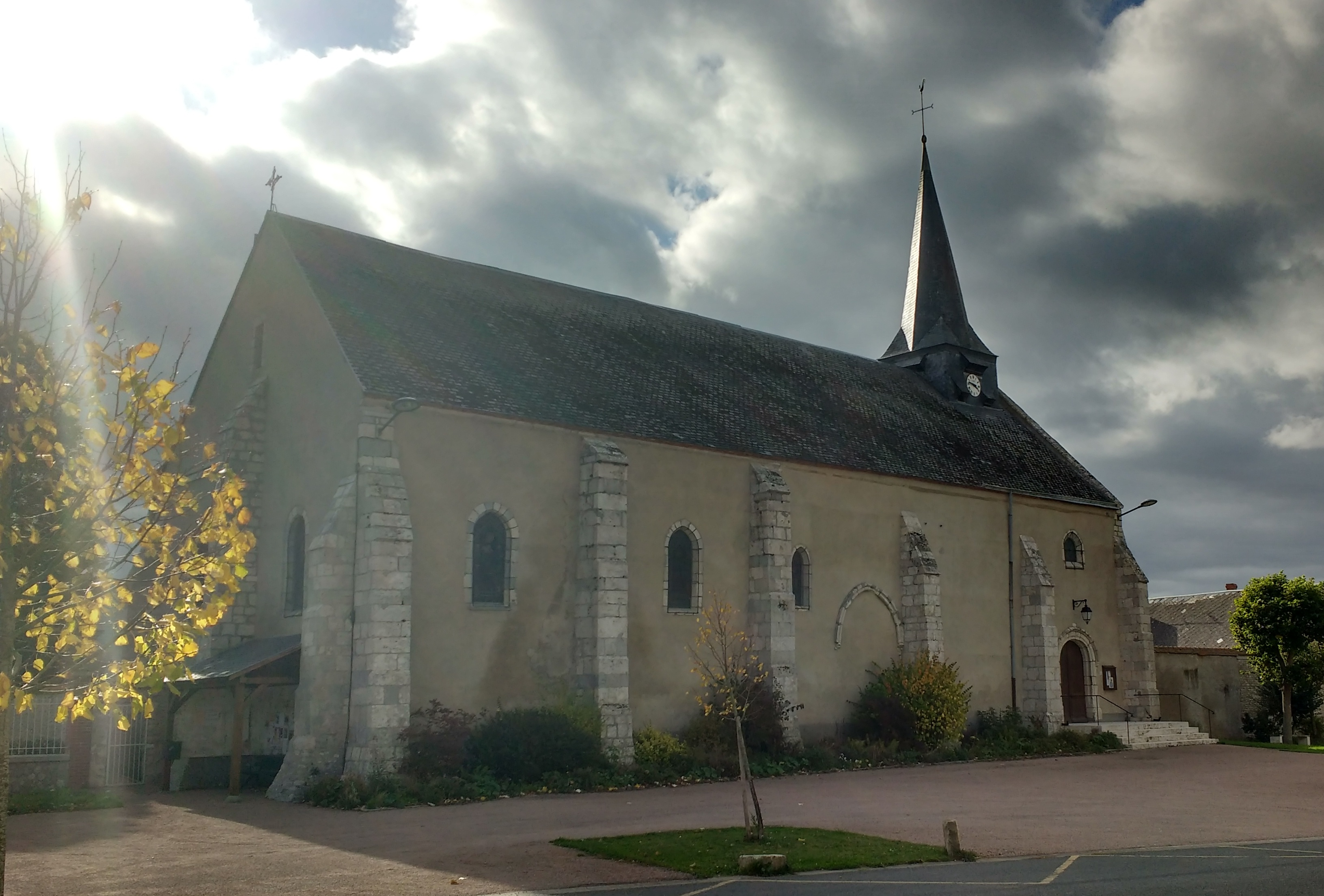
Église Saint-Aignan.
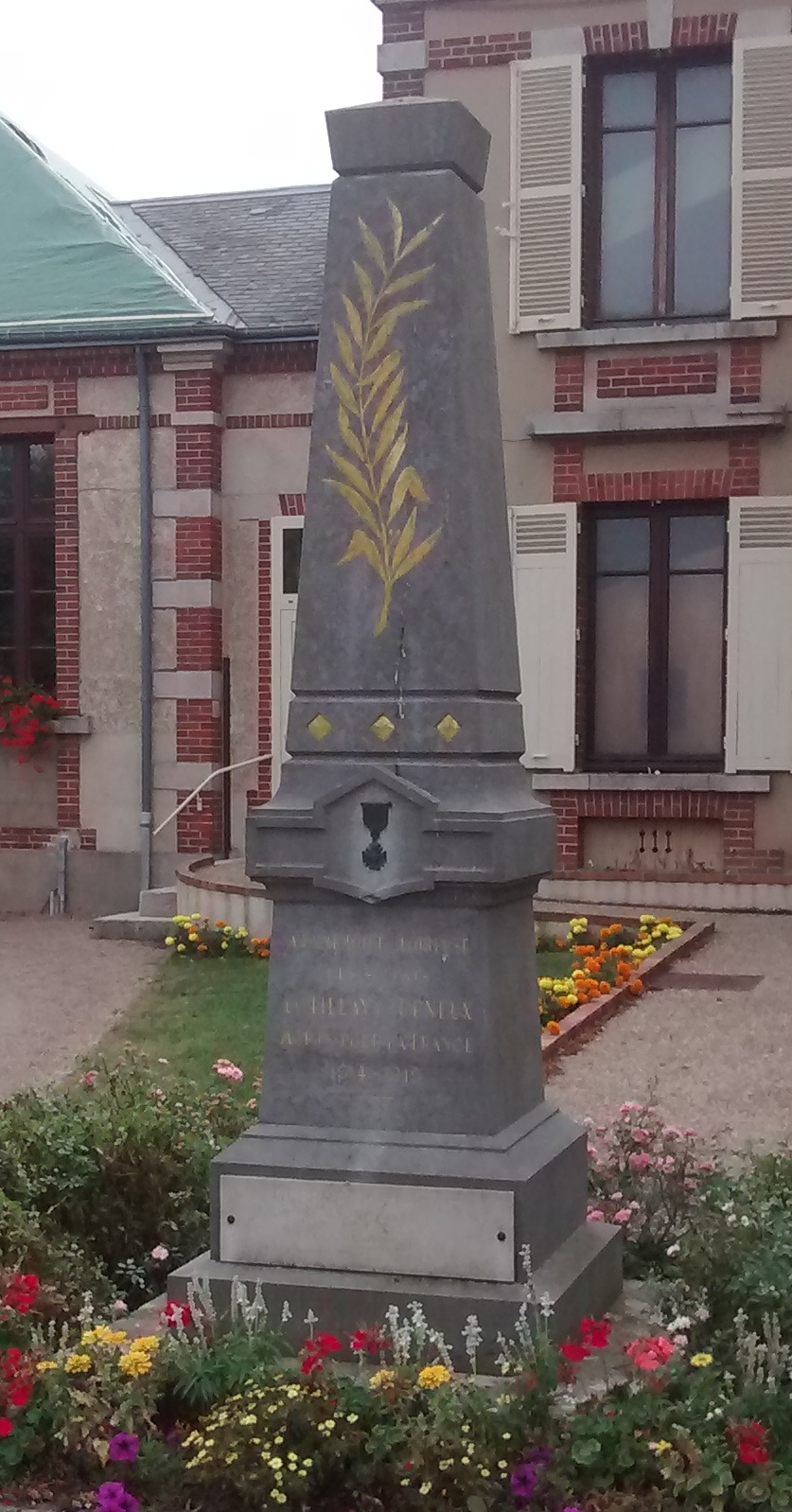
Monument aux morts.
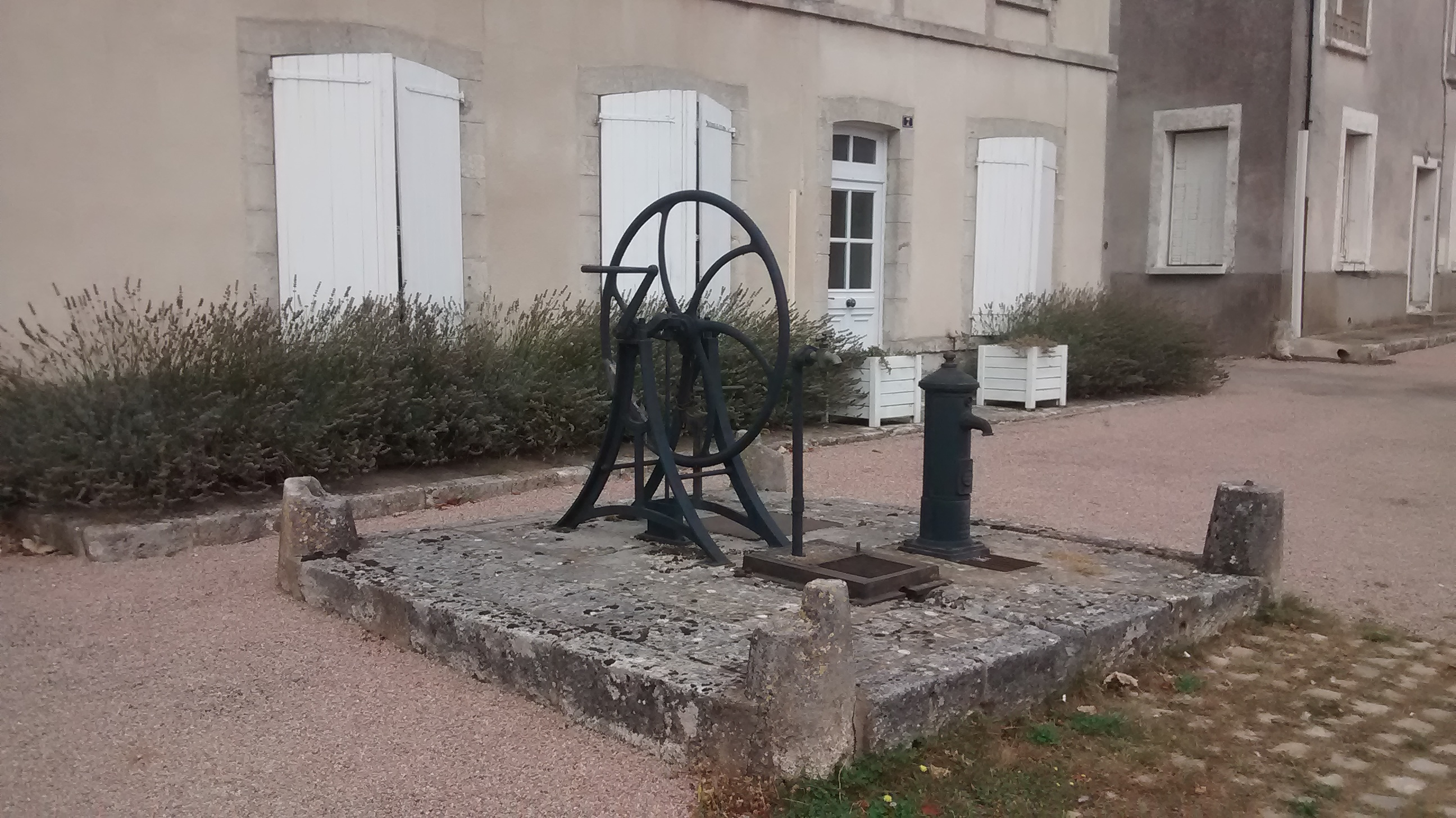
Pompe à eau.

### Personnalités liées à la commune

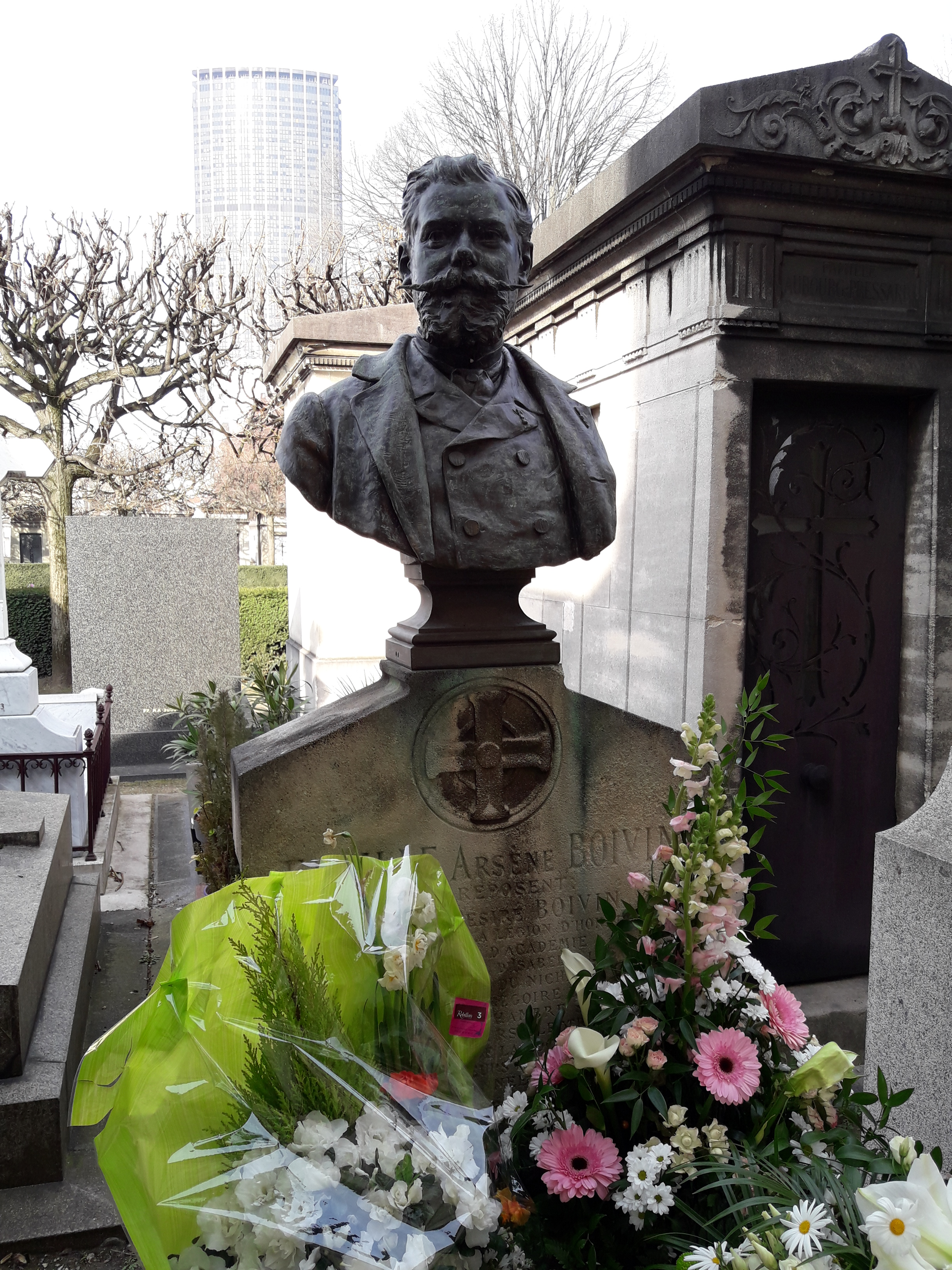
Tombe d' Arsène Boivin au cimetière du Montparnasse.

- Arsène-Désiré Boivin (1840-1892), président de la chambre syndicale des constructeurs électriciens, membre de la société des sauveteurs secouristes de la Seine et chevalier de la Légion d'honneur, est né dans la commune[34].
- Jean Perdereau, conseiller général d'Eure-et-Loir (du canton d'Orgères-en-Beauce) de 1949 à 1979, membre du CNIP, agriculteur à Tillay-le-Péneux, vice-président de la fédération des exploitants agricoles d'Eure-et-Loir.